# Cascata Thunderbird
La cascata Thunderbird (in inglese Thunderbird Falls) è un salto d'acqua all'estremo occidentale della catena montuosa dei monti Chugach (Chugach Mountains).

## Caratteristiche fisiche della cascata
La cascata si trova lungo un affluente del fiume Eklutna (Eklutna River). Il salto della cascata è di circa 60 metri (200 piedi) e si trova all'interno del Parco statale di Chugach (Chugach State Park) a nord di Eagle River e appena a sud di Eklutna.
Nelle vicinanze della cascata si trova il lago Eklutna (Eklutna Lake) a circa 15 chilometri tramite la strada "Eklutna Lake Road".

## Accessi
La cascata è facilmente accessibile percorrendo il sentiero "Thunder Trail" (3,2 chilometri) dalla statale nr.1 "Glenn" (Glenn Highway) a 42 chilometri da Anchorage verso nord. Il sentiero costeggia il canyon del torrente Eklutna, quindi verso la fine si costeggia il "Thunderbird Creek" fino alla cascata.

## Galleria d'immagini

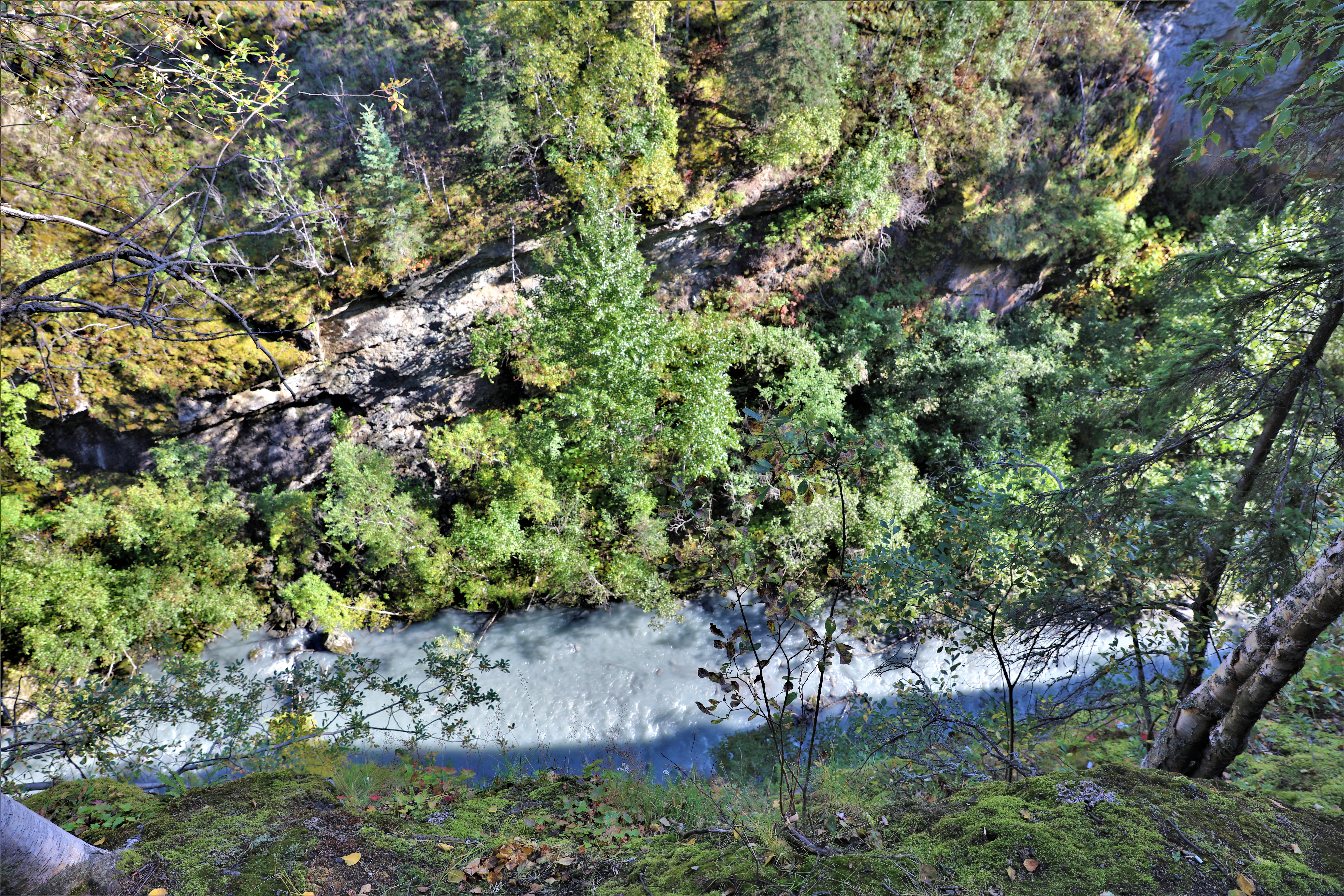
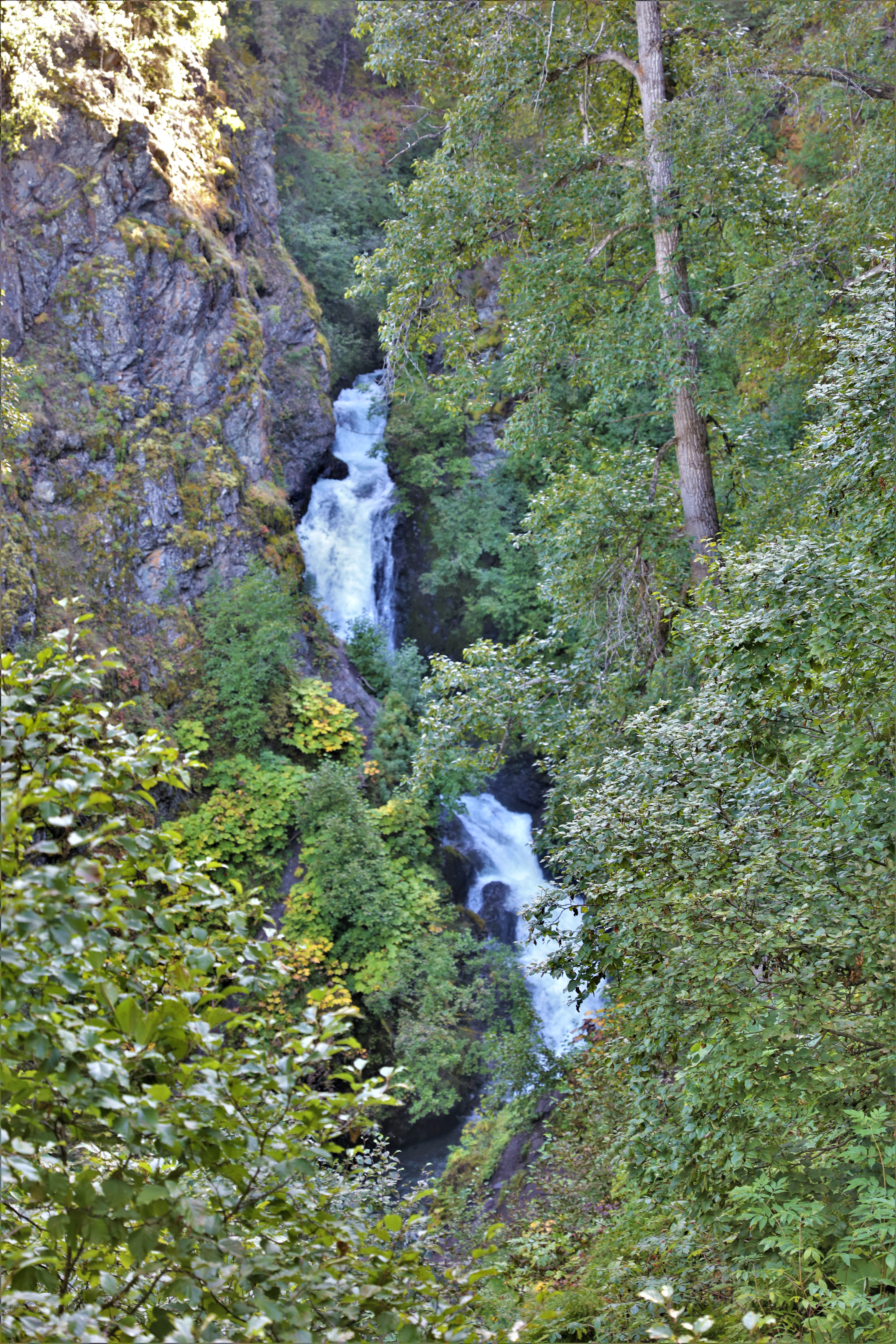
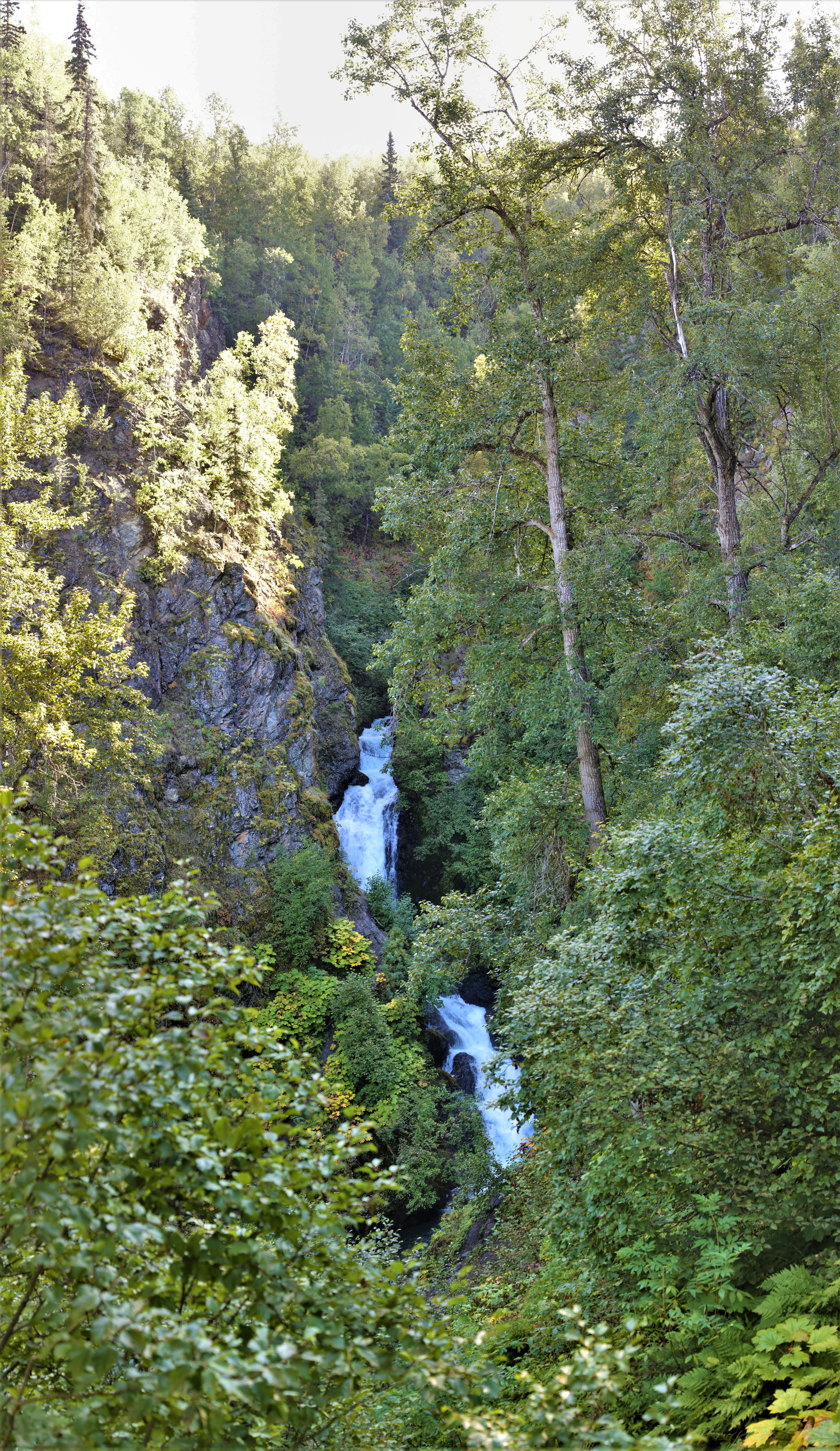
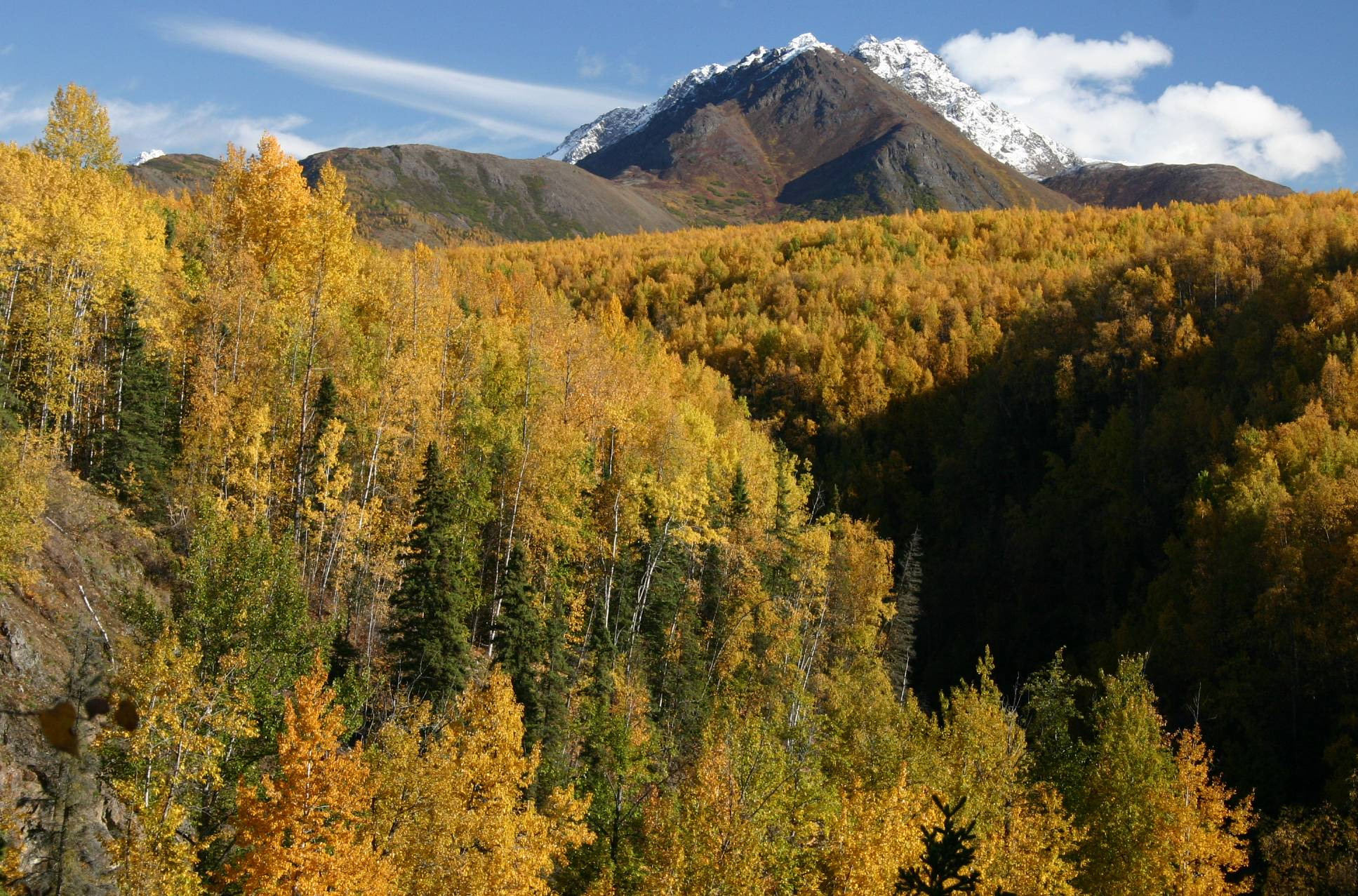
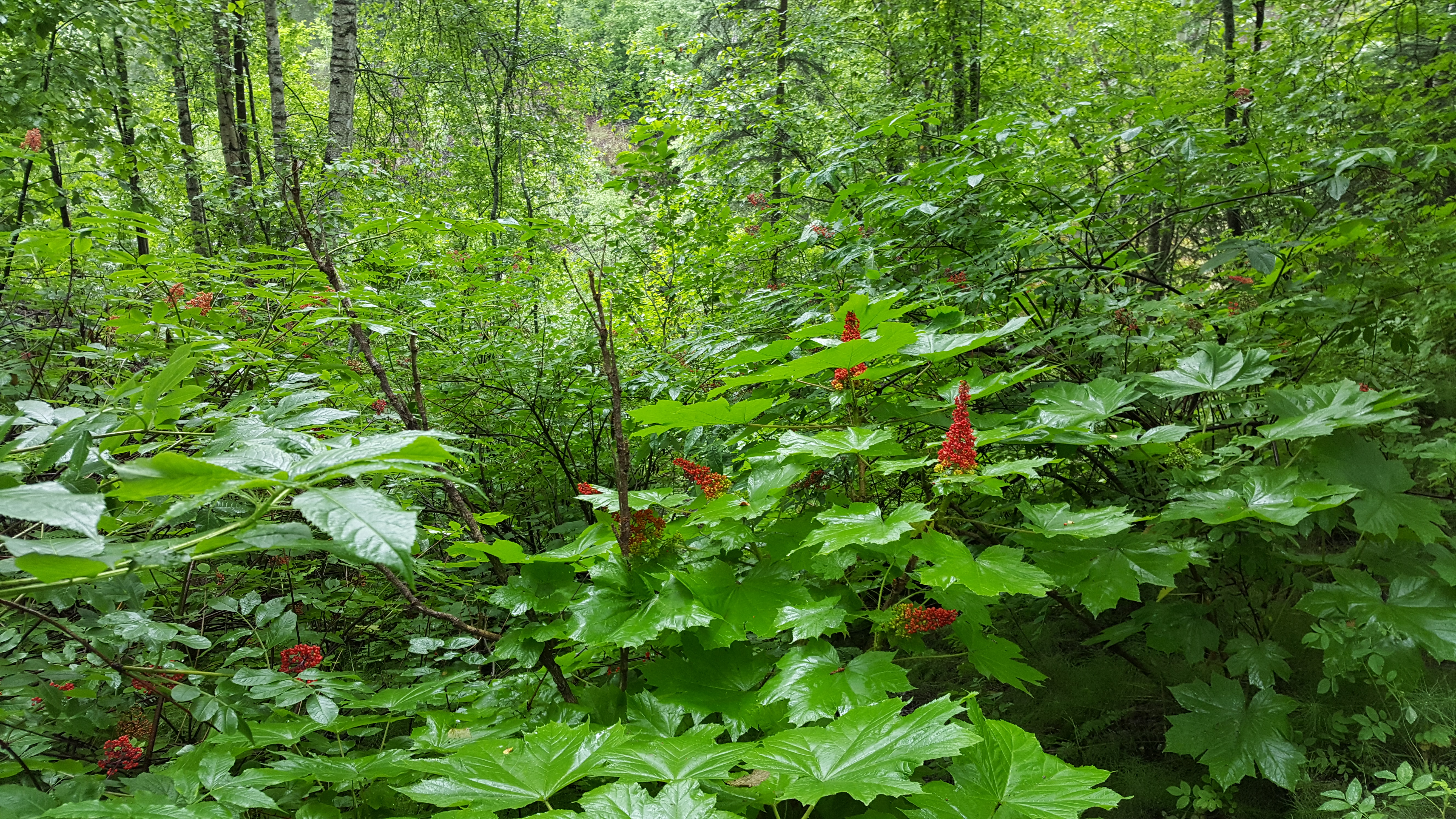